# Boissey-le-Châtel
Pour les articles homonymes, voir Boissey et Chatel.
Boissey-le-Châtel est une commune française située dans le département de l'Eure en région Normandie.

## Géographie

### Localisation
|                                       | Thenouville (comm. dél. de Theillement) | Thenouville (comm. dél. de Theillement) |
| Voiscreville, Saint-Léger-du-Gennetey | Boissey-le-Châtel                       | Thenouville (comm. dél. de Theillement) |
| Bonneville-Aptot                      | Saint-Philbert-sur-Boissey              | Saint-Philbert-sur-Boissey              |

### Hydrographie
La commune est située dans le bassin Seine-Normandie. Elle est drainée par le fossé 01 de la commune de Boissey-le-Chatel et le fossé 01 de la commune de Ecaquelon,,.

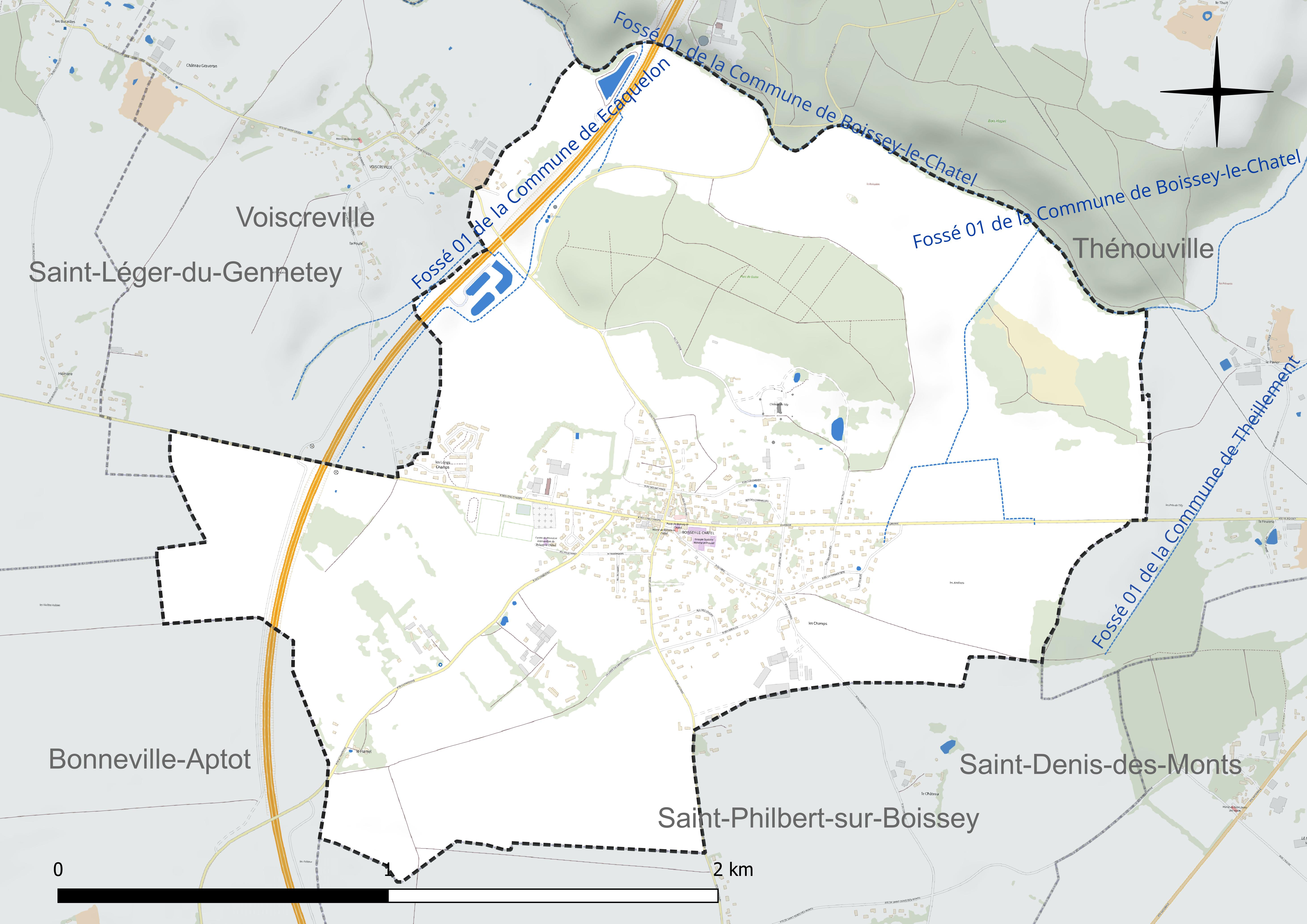
Réseau hydrographique de Boissey-le-Châtel.

### Climat
Pour des articles plus généraux, voir Climat de la Normandie et Climat de l'Eure.
En 2010, le climat de la commune est de type climat océanique dégradé des plaines du Centre et du Nord, selon une étude du CNRS s'appuyant sur une série de données couvrant la période 1971-2000. En 2020, Météo-France publie une typologie des climats de la France métropolitaine dans laquelle la commune est exposée à un climat océanique et est dans la région climatique  Côtes de la Manche orientale, caractérisée par un faible ensoleillement (1 550 h/an) ; forte humidité de l’air (plus de 20 h/jour avec humidité relative > 80 % en hiver), vents forts fréquents. Parallèlement le GIEC normand, un groupe régional d’experts sur le climat, différencie quant à lui, dans une étude de 2020, trois grands types de climats pour la région Normandie, nuancés à une échelle plus fine par les facteurs géographiques locaux. La commune est, selon ce zonage, exposée à un « climat contrasté des collines », correspondant au Pays d’Auge, Lieuvin et Roumois, moins directement soumis aux flux océaniques et connaissant toutefois des précipitations assez marquées en raison des reliefs collinaires qui favorisent leur formation.
Pour la période 1971-2000, la température annuelle moyenne est de 10,4 °C, avec  une amplitude thermique annuelle de 14 °C. Le cumul annuel moyen de précipitations est de 816 mm, avec 12,3 jours de précipitations en janvier et 8,3 jours en juillet. Pour la période 1991-2020, la température moyenne annuelle observée sur la station météorologique la plus proche, située sur la commune de Brionne à 10 km à vol d'oiseau, est de 11,5 °C et le cumul annuel moyen de précipitations est de 791,7 mm,. Pour l'avenir, les paramètres climatiques de la commune estimés pour 2050 selon différents scénarios d’émission de gaz à effet de serre sont consultables sur un site dédié publié par Météo-France en novembre 2022.

## Urbanisme

### Typologie
Au 1er janvier 2024, Boissey-le-Châtel est catégorisée bourg rural, selon la nouvelle grille communale de densité à 7 niveaux définie par l'Insee en 2022.
Elle est située hors unité urbaine. Par ailleurs la commune fait partie de l'aire d'attraction de Rouen, dont elle est une commune de la couronne,. Cette aire, qui regroupe 317 communes, est catégorisée dans les aires de 200 000 à moins de 700 000 habitants,.

### Occupation des sols
L'occupation des sols de la commune, telle qu'elle ressort de la base de données européenne d’occupation biophysique des sols Corine Land Cover (CLC), est marquée par l'importance des territoires agricoles (75,6 % en 2018), en diminution par rapport à 1990 (76,7 %). La répartition détaillée en 2018 est la suivante : 
terres arables (58,9 %), prairies (13,6 %), zones urbanisées (12,6 %), forêts (11,8 %), zones agricoles hétérogènes (3 %). L'évolution de l’occupation des sols de la commune et de ses infrastructures peut être observée sur les différentes représentations cartographiques du territoire : la carte de Cassini (XVIIIe siècle), la carte d'état-major (1820-1866) et les cartes ou photos aériennes de l'IGN pour la période actuelle (1950 à aujourd'hui).

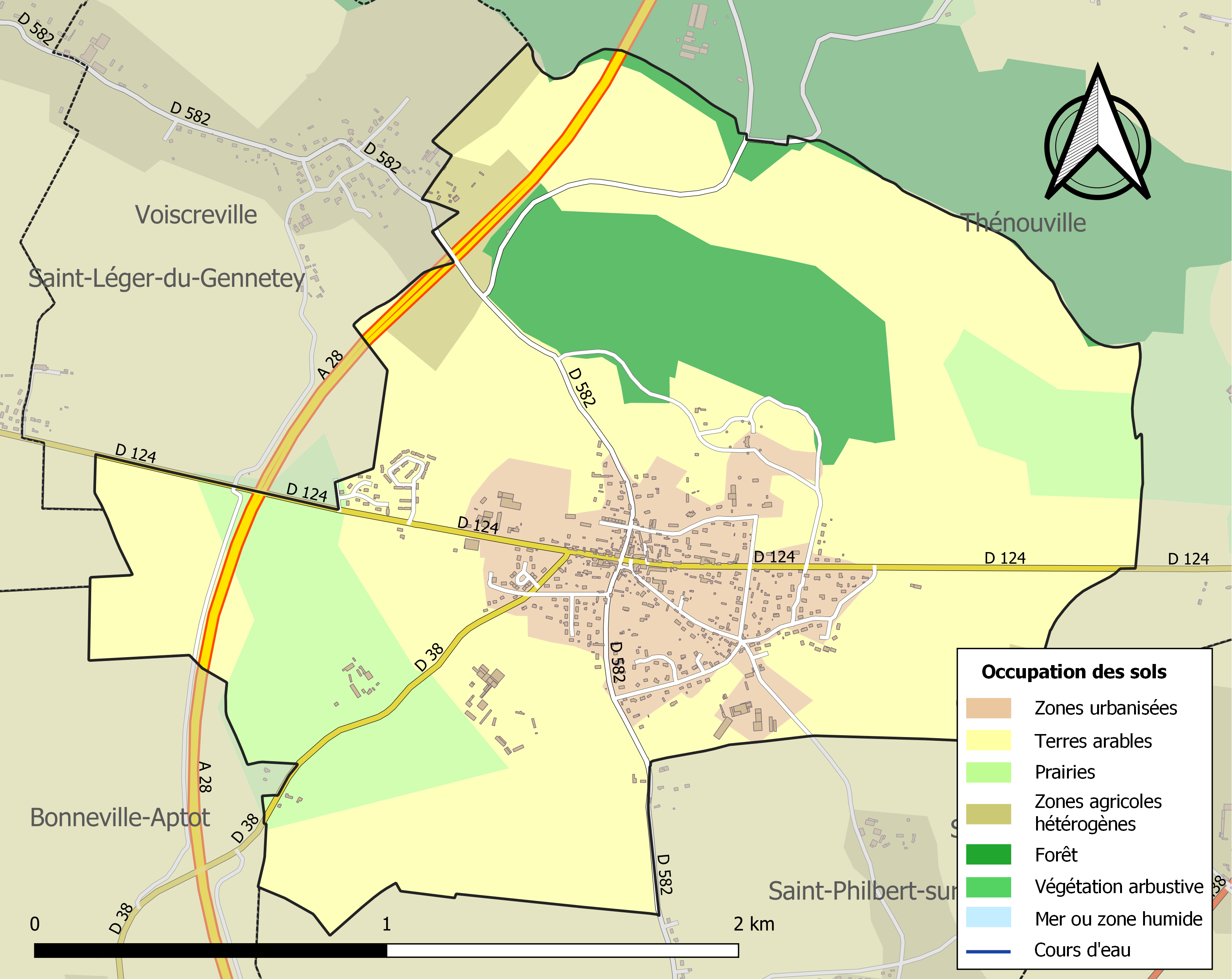
Carte des infrastructures et de l'occupation des sols de la commune en 2018 (CLC).

## Toponymie
Le nom de la localité est attesté sous les formes Buxeto vers 1077, Boessi et Boessi le Chatel en 1250 (charte de Guillaume d’Harcourt), Buxeium en 1124, Boessay en 1234, Bussetum et Bosseium au XIIIe siècle, Boisseium castrum au XVe siècle, Bouessey le Chastel en 1450 (aveu de l’abbaye de Bernay), Brossay le Chastel et Boissay le Chastel en 1495 (épitaphe de Jehane de Tilly), Bouessay le Chastel en 1501 (comptes des revenus de la vicomté d’Elbeuf), Bossey le Chatel en 1542 (aveu de Claude de Lorraine), Boissé en 1702, Boissey le Chatel en 1793, Boisset-le-Châtel en 1801, Boissey-le-Châtel en 1840.
De l'oïl boissei, « ensemble de buis ».
-le-Châtel fait allusion au château de Tilly.

## Politique et administration
| Période                                  | Période   | Identité                                   | Étiquette      | Qualité                                                      |
| ---------------------------------------- | --------- | ------------------------------------------ | -------------- | ------------------------------------------------------------ |
| Les données manquantes sont à compléter. |           |                                            |                |                                                              |
| avant 1815                               | 1827      | Bon Henri Pierre de Blangy                 | Ultraroyaliste | conseiller général député de l'Eure.                         |
| Les données manquantes sont à compléter. |           |                                            |                |                                                              |
| ca 1880                                  |           | Christian Marie Pierre Leviconte de Blangy |                | propriétaire                                                 |
| ca 1920                                  | ca 1940   | Alphonse Prévret                           | Rad.           | Huissier, résistant, conseiller général                      |
| Les données manquantes sont à compléter. |           |                                            |                |                                                              |
| ca 2006                                  |           | Noël Berthou                               | DVG            |                                                              |
| Les données manquantes sont à compléter. |           |                                            |                |                                                              |
| mars 2014                                | juin 2016 | Jean-Pierre Châtelain                      | DVG            | Retraité                                                     |
| septembre 2016                           | En cours  | Laurent Duchateau                          | DVG            | Enseignant référent spécialisé auprès des enfants handicapés |
| Les données manquantes sont à compléter. |           |                                            |                |                                                              |

## Démographie
L'évolution du nombre d'habitants est connue à travers les recensements de la population effectués dans la commune depuis 1793. Pour les communes de moins de 10 000 habitants, une enquête de recensement portant sur toute la population est réalisée tous les cinq ans, les populations de référence des années intermédiaires étant quant à elles estimées par interpolation ou extrapolation. Pour la commune, le premier recensement exhaustif entrant dans le cadre du nouveau dispositif a été réalisé en 2008.

En 2022, la commune comptait 877 habitants, en évolution de −2,23 % par rapport à 2016 (Eure : −0,25 %, France hors Mayotte : +2,11 %).
| 1793 | 1800 | 1806 | 1821 | 1831 | 1836 | 1841 | 1846 | 1851 |
| ---- | ---- | ---- | ---- | ---- | ---- | ---- | ---- | ---- |
| 446  | 402  | 433  | 417  | 466  | 468  | 441  | 467  | 463  |

| 1856 | 1861 | 1866 | 1872 | 1876 | 1881 | 1886 | 1891 | 1896 |
| ---- | ---- | ---- | ---- | ---- | ---- | ---- | ---- | ---- |
| 405  | 442  | 427  | 430  | 412  | 405  | 398  | 362  | 339  |

| 1901 | 1906 | 1911 | 1921 | 1926 | 1931 | 1936 | 1946 | 1954 |
| ---- | ---- | ---- | ---- | ---- | ---- | ---- | ---- | ---- |
| 312  | 341  | 328  | 332  | 326  | 288  | 319  | 422  | 412  |

| 1962 | 1968 | 1975 | 1982 | 1990 | 1999 | 2006 | 2008 | 2013 |
| ---- | ---- | ---- | ---- | ---- | ---- | ---- | ---- | ---- |
| 511  | 533  | 601  | 700  | 674  | 687  | 810  | 845  | 895  |

| 2018 | 2022 | - | - | - | - | - | - | - |
| ---- | ---- | - | - | - | - | - | - | - |
| 862  | 877  | - | - | - | - | - | - | - |

## Culture locale et patrimoine

### Lieux et monuments
La commune de Boissey-le-Châtel compte un édifice inscrit au titre des monuments historiques :
- Le château de Tilly (XVIe)  Inscrit MH (1932)  Inscrit MH (2007)[24]. Il s'agit d'un château en brique construit pour Claude Le Roux, vicomte d'Elbeuf et conseiller au Parlement de Normandie à l'emplacement d'un ancien château fort du XIe siècle dont il ne subsiste que le mur d'enceinte. Le château, avec le colombier, les tourelles et les courtines de l'ancienne enceinte font l'objet d'une inscription par arrêté du 9 juillet 1932 ; le terrain d'assiette du château avec le sol des fossés disparus ainsi que les façades et les toitures des communs font l'objet d'une inscription par arrêté du 17 juillet 2007.

Par ailleurs, plusieurs autres édifices sont inscrits à l'inventaire général du patrimoine culturel :
- L'église Saint-Jean-l'Évangéliste (XIXe)[25];
- Une croix de cimetière du XVIIe siècle[26] ;
- Une croix de chemin probablement du XVIIIe siècle[27] ;
- Trois maisons : une du XIXe siècle[28], une probablement du XVIIe siècle[29] et une dernière des XVIe et XVIIIe siècles[30] ;
- Un château fort disparu du XIe siècle[31].

### Patrimoine naturel

#### ZNIEFF de type 2
- La vallée de la Risle de Brionne à Pont-Audemer, la forêt de Montfort[32].

### Personnalités liées à la commune
- Claude I Le Roux (1494-1537), seigneur de Tilly, magistrat français, conseiller au parlement de Normandie.
- Bon Henri Pierre de Blangy (1775-1827 à Boissey-le-Châtel), maire de la commune, conseiller général de l'Eure, député de l'Eure.

### Héraldique
|  | Les armes de la ville se blasonnent ainsi : de gueules au château couvert en croupe d’argent flanqué de deux tours couvertes du même, ouvert et ajouré du champ, soutenu de deux rinceaux de buis d’or, les tiges passées en sautoir, au chef cousu de gueules chargé d’une gerbe de blé d’or accostée de deux léopards affrontés du même, armés et lampassés d’azur. Les deux léopards d'or des armoiries de Boissey-le-Châtel rappellent les armoiries de la Normandie. |